# Стойкович, Аркадий Афанасьевич
Аркадий Афанасьевич Стойкович (1814—1886) — библиотекарь русского отделения Императорской публичной библиотеки, писатель.

## Биография
Родился 8 (20) мая 1814 года (Петербургский некрополь указывает — 8 мая 1815) в Бахмутском уезде Екатеринославской губернии, сын Афанасия Ивановича Стойковича.
В 1832—1836 годах слушал лекции на юридическом факультете Дерптского университета, и в 1846 году получил диплом на степень кандидата дипломатических наук.
В августе 1846 года поступил на службу в особенную канцелярию по кредитной части, в 1847 году назначен помощником столоначальника, 26 апреля 1850 года вышел в отставку.
С 7 июня 1851 по 25 апреля 1852 года служил секретарём при директоре и переводчиком канцелярии Министерства императорского двора.
26 августа 1853 года поступил младшим библиотекарем (в течение многих лет состоял библиотекарем русского отделения) в Императорскую публичную библиотеку, где и служил до выхода в отставку в 1881 году с чином действительного статского советника.
Умер 11 (23) июня 1886 года в Санкт-Петербурге, похоронен на Волковском православном кладбище вместе с супругой Матрёной Михайловной, урождённой Строевой (1809—1896) и дочерью Е. А. Броневской (?—1867).

## Деятельность
В 1846 году в Москве издал под своею редакциею книгу «Нравы, обычаи и памятники всех народов земного шара» (издательство А. Семена), со многими рисунками (здесь помещена его статья «Занчанский полуостров»).
В 1850—1860 годах сотрудничал во многих журналах, например, в «Русском художественном листке» помещены его статьи «Исаакиевский собор в Петербурге» (1858 г., № 16, 17 и 18) и «Деревянный дворец в с. Коломенском» (1859 г., № 16 и 22).
С конца 1864 года заведовал библиографическим отделом в журнале «Книжный вестник» (выходил до 1867 года);
В «Биржевых ведомостях» за 1864 год (№ 155) помещена его статья «Вопрос о перемещении публичной библиотеки в другое здание, вместо перестройки занимаемого ею ныне».  Полемизируя со статьёй В. И. Собольщикова в газете «Голос», отстаивал целесообразность переезда библиотеки в Михайловский замок.
Также его перу принадлежит пьеса «Упрямство и настойчивость» (1853) — переделка пьесы немецкого драматурга Р. Бенедикса.
Печатался под псевдонимами: О.; О. А.; Ст., А.; С—ч, А.; С—ч, А. А.

## Награды
Награждён орденами Св. Анны 3-й степени, Св. Станислава 2-й и 3-й степени и с императорской короной.